# Sigrun Krause
Sigrun Krause (28 gennaio 1954) è un'ex fondista tedesca.

## Carriera
Vinse la medaglia di bronzo nella staffetta 4x5 km alle Olimpiadi di Innsbruck 1976.

## Palmarès

### Olimpiadi
- 1 medaglia:
  - 1 bronzo (Innsbruck 1976 nella staffetta 4x5 km).